# Deraeocoris comanche
Deraeocoris comanche är en insektsart som beskrevs av Knight 1921. Deraeocoris comanche ingår i släktet Deraeocoris och familjen ängsskinnbaggar. Inga underarter finns listade i Catalogue of Life.